# Caronte & Tourist
La Caronte & Tourist S.p.A. é uma empresa privada de navegação resultante da fusão de duas empresas históricas de transporte marítimo, a calabrese Caronte S.p.A. e a Siciliana Tourist Ferry Boat S.p.A.. Lida principalmente com ligações marítimas no Estreito de Messina; entre Villa San Giovanni eMessina por meio deferries bidirezionali .

## História
A empresa nasceu a 19 de Junho 1965, dia em que o navio Marino de Scilla, pertencente à empresa Caronte, efectuou a primeira travessia do Estreito de Messina com um viagem Messina-Reggio Calabria. Desde 1968 com a Tourist Ferry Boat, Messina se conecta a Villa San Giovanni, onde hoje tem um monopólio substancial. Desde 2001, a empresa conecta Messina com Salerno. Em 2003, as duas empresas se fundem na Caronte & Tourist SpA.

## Grupo
- Caronte & Tourist S.p.A.
- Cartour S.r.l.
- Caronte & Tourist Islas Menores S.p.A.:[3] Sociedad Navegación Siciliana S.p.A. (50%), N.G.I. (Navegação geral italiana) (100%), Maddalena Lines S.r.l. (viagens La Maddalena-Palau, Sardenha) (100%), Traghetti delle Isole (50,9%)
- BluNavy S.p.A. (viagens Ilha de Elba, Toscana) (25%)[4]

## Propriedade
- Caronte S.r.l. (35%)
- Tourist Ferry Boat S.p.A. (35%)
- Basalt Infrastructure Partners (30%)

## Referencias
1. ↑  «Caronte&Tourist - Traghetti Sicilia sullo stretto di Messina 2019». iltraghetto.it (em italiano)
2. ↑  «Il gruppo Caronte & Tourist». Caronte & Tourist (em italiano). 8 de março de 2017
3. ↑  «La Siremar a Caronte&Tourist e Ustica Lines» (em italiano). Consultado em 8 Janeiro 2018
4. ↑  «Blu Navy, il gruppo Caronte entra nella società dei traghetti di Elba» (em italiano). 6 de maio de 2020